# Zgornja Dobrava, Radovljica
Zgornja Dobrava je naselje v Občini Radovljica, del krajevne skupnosti Srednja Dobrava.